# Brahma (gallina)

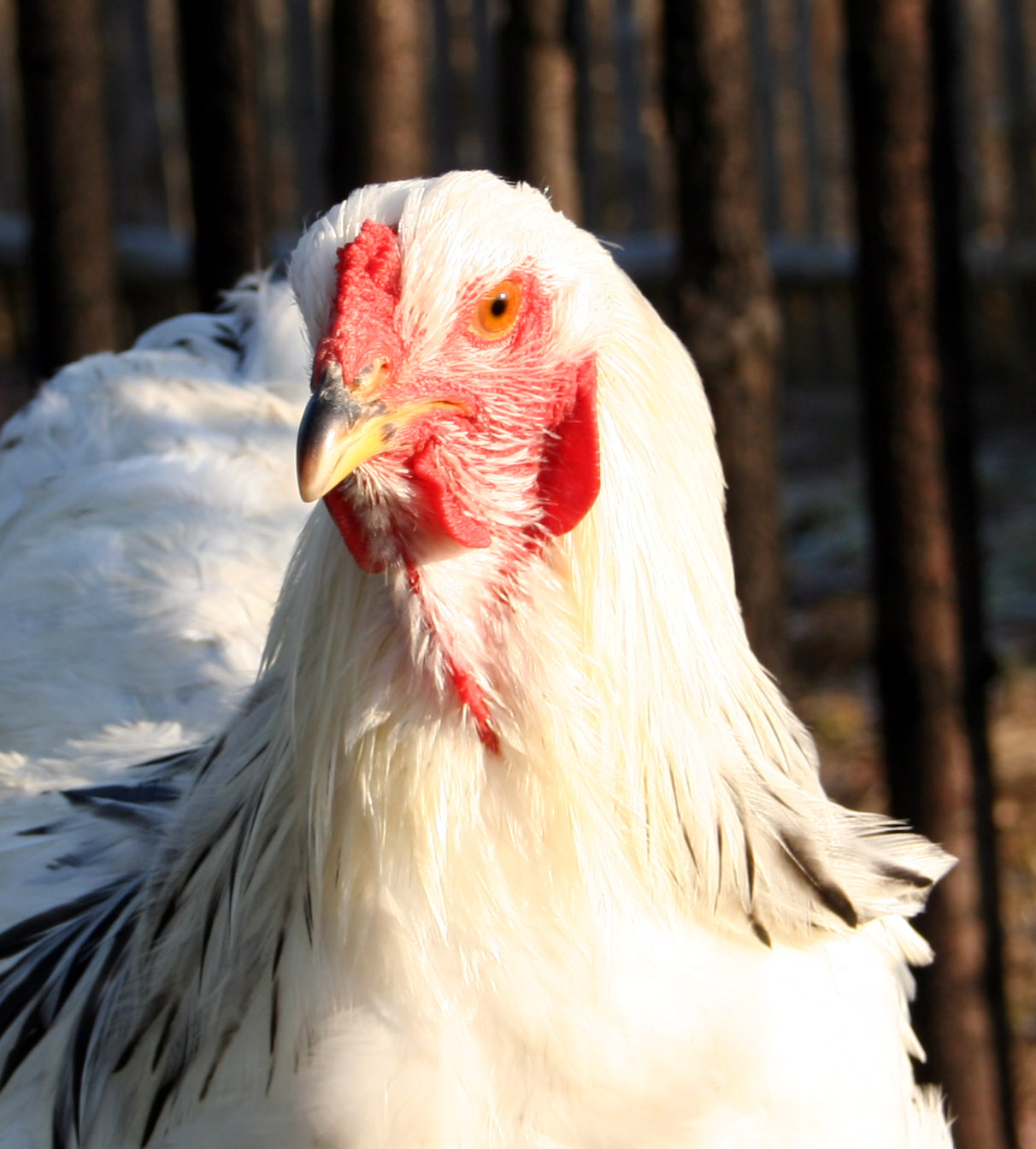
Cabeza característica de brahma.

La raza Brahma fue originalmente conocida como "Brahmapootra", en honor al río Brahmaputra en la India, un nombre que los criadores estadounidenses eligieron para evocar misticismo y grandeza. Fue desarrollada a mediados del siglo XIX mediante cruces entre gallinas Cochinchina, provenientes de China, y la raza Chittagong, de origen malayo. Aunque su origen está en Asia, el desarrollo y popularización de la raza ocurrieron principalmente en los Estados Unidos, desde donde fue exportada a Inglaterra en 1852. En este país se desarrollaron variedades como la "Dark Brahma", que luego serían reexportadas a América y otros lugares del mundo. La Brahma se consolidó como una de las razas más populares durante la segunda mitad del siglo XIX, especialmente en Europa y Norteamérica, debido a su tamaño imponente, adaptabilidad a climas fríos y doble propósito como productora de carne y huevos.

## Descripción
Se trata de una de las razas de gallinas más grandes. Son aves rústicas, flexibles, fáciles de criar y se adaptan bien a todos los climas. Su gran tamaño, y su forma tan amplia, profunda y emplumada hasta los tarsos le confiere un aspecto de fuerza. Es de cuerpo carnoso y voluminoso, con el pecho amplio y el abdomen bien desarrollado. De cabeza pequeña, con cejas destacadas y pico pequeño en forma de guisante.
Su temperamento es suave. Los pollos son de crecimiento relativamente lento. Posee una capa de invierno. Los huevos son relativamente pequeños para una raza de tal tamaño. 
Es de gran porte, poco hábil que debe buscarse sola su comida, se acostumbra bien al enclaustramiento. Aunque su crecimiento no es de los más rápidos, y si su puesta no es excepcional, es una raza de una gran valoración por numerosos ganaderos que gustan de las grandes gallinas. Por cruces, contribuyó a la creación de numerosas razas francesas.

## Morfología
El estándar oficial la describe de cresta frisada, orillones rojos, ojos de color rojo anaranjado, y piel y tarsos amarillos. Respecto al color de sus plumas, admite diversas variedades: blanco manchado de negro (armiñado negro), blanco manchado de azul(armiñado azul), pardo manchado de negro (columbia negro), pardo manchado de azul (columbia Azul), perdiz mallado dorado, perdiz mallado plateada, perdiz mallado dorado azul, azul, negro, blanco, negro.
Otras variantes de plumaje son resultado de cruces de las variedades definidas. 
Dentro de la raza existen dos variedades en cuanto a su tamaño. En lo que respecta a la grande, el estándar le adjudica un peso de 3-4,5 kg a las hembras y de 3,5-5 kg a los machos. El diámetro de sus patas debe ser de 1,25 cm en los gallos y de 1,10 cm en las gallinas. Su huevo es de color entre amarillo y marrón rojizo, y debe pesar al menos 55 gr. La gallina enana tiene un peso estándar de 1 kg en las hembras y de 1,2 kg en los machos. El diámetro de sus patas debe ser de 18 mm para el gallo y de 16 mm para la gallina. Su huevo es de color marrón claro, y debe pesar al menos 35 gr.

## Temperamento y comportamiento
La Gallina Brahma es conocida por su carácter dócil y tranquilo, lo que la convierte en una de las razas más fáciles de manejar tanto para criadores experimentados como principiantes. A diferencia de otras razas más temperamentales, son amigables con los humanos y se adaptan bien a la convivencia con otras razas de aves de corral. 
Son aves que disfrutan de un entorno calmado y tienen un bajo nivel de agresividad, lo que las hace ideales para granjas mixtas. Los machos, aunque imponentes por su tamaño, suelen ser protectores del grupo sin mostrar comportamientos agresivos, incluso en presencia de otras especies.
En términos de adaptabilidad, la Brahma se desenvuelve bien en confinamiento si se le proporciona suficiente espacio para moverse y evita el estrés. Aunque no requieren grandes áreas para caminar, un corral amplio y bien acondicionado asegura su bienestar y productividad.

## Galería fotográfica

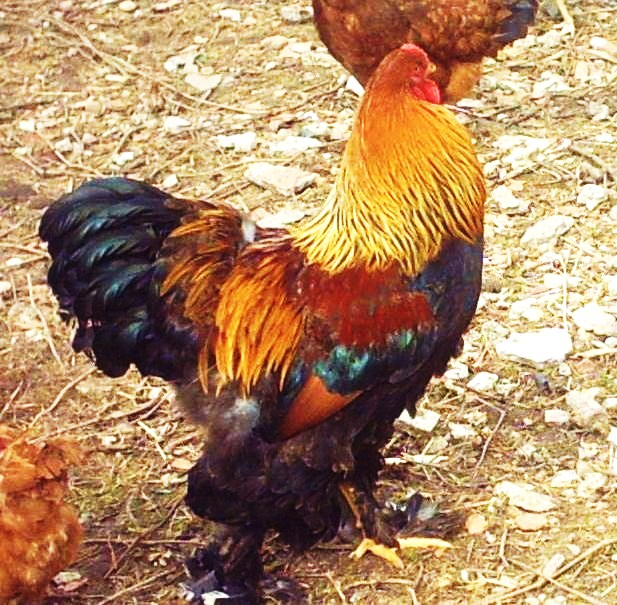
Gallo perdiz dorado (perdrix-doré).
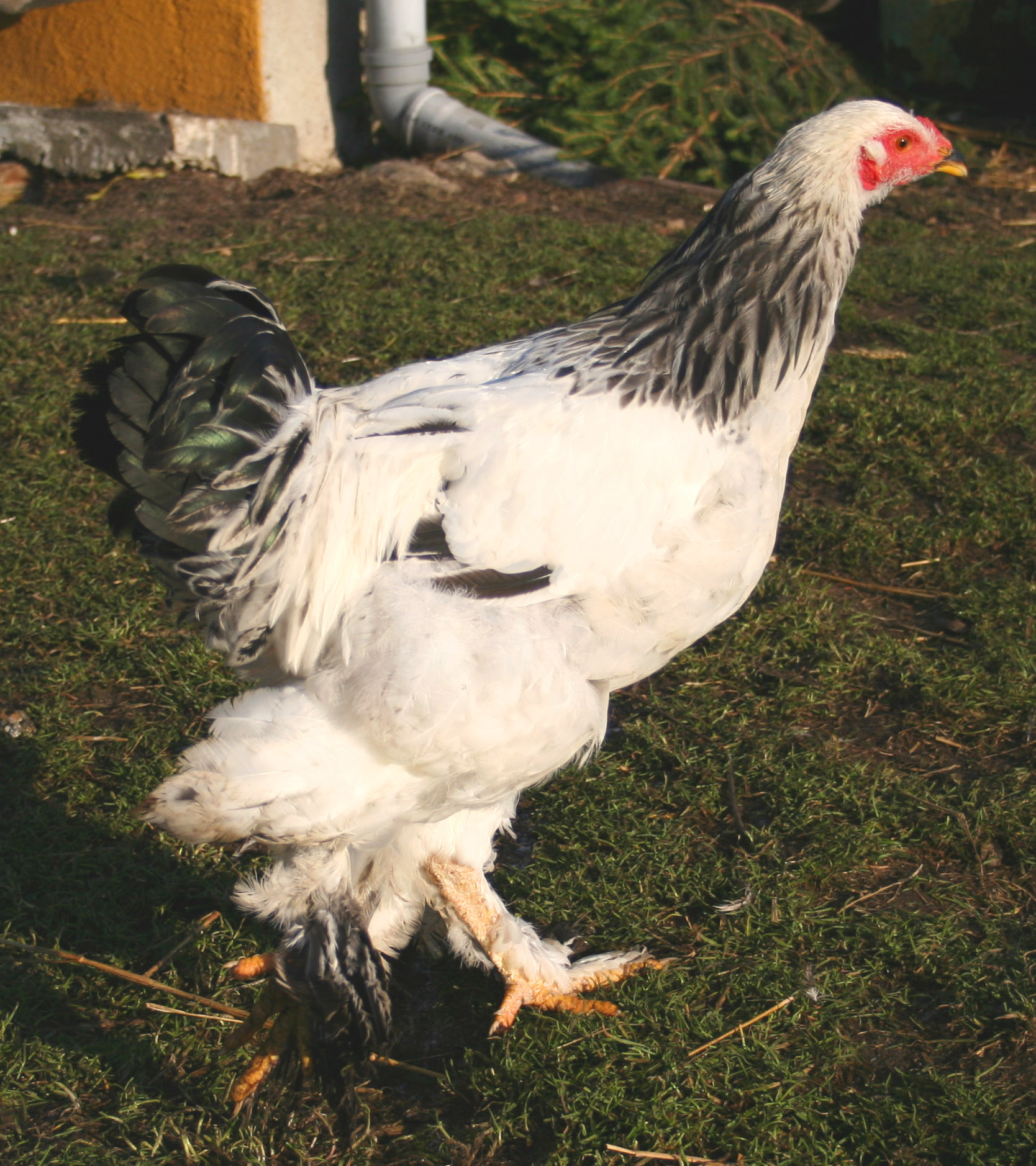
Gallo joven blanco manchado de negro.
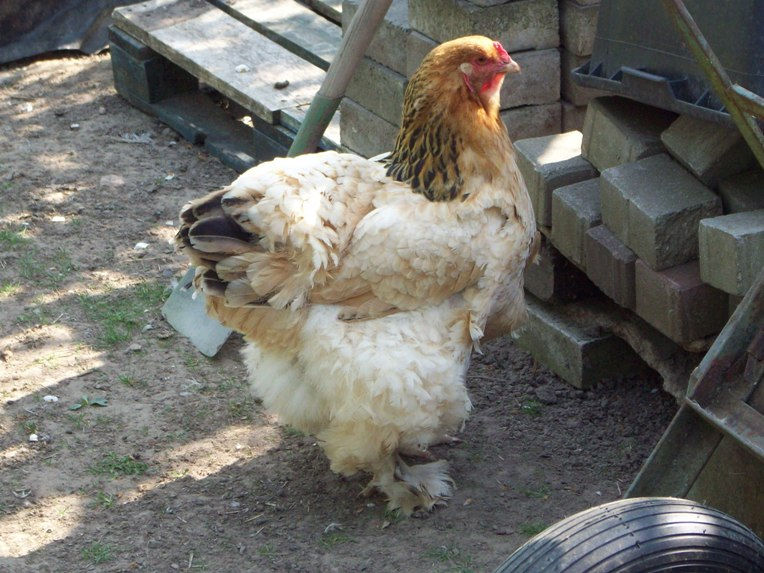
Gallina manchada ("Columbia").
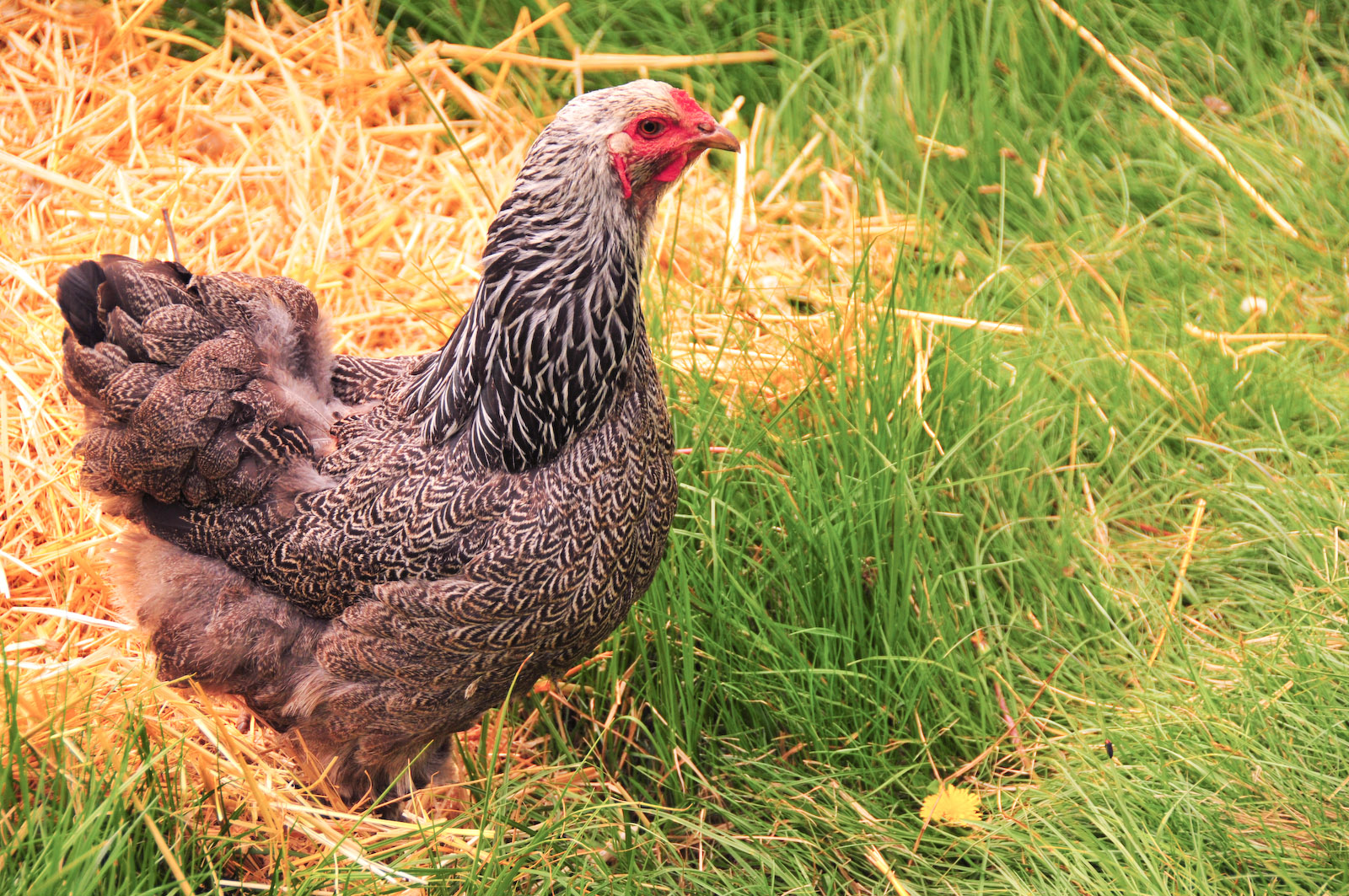
Gallina perdiz plateada ("foncée").
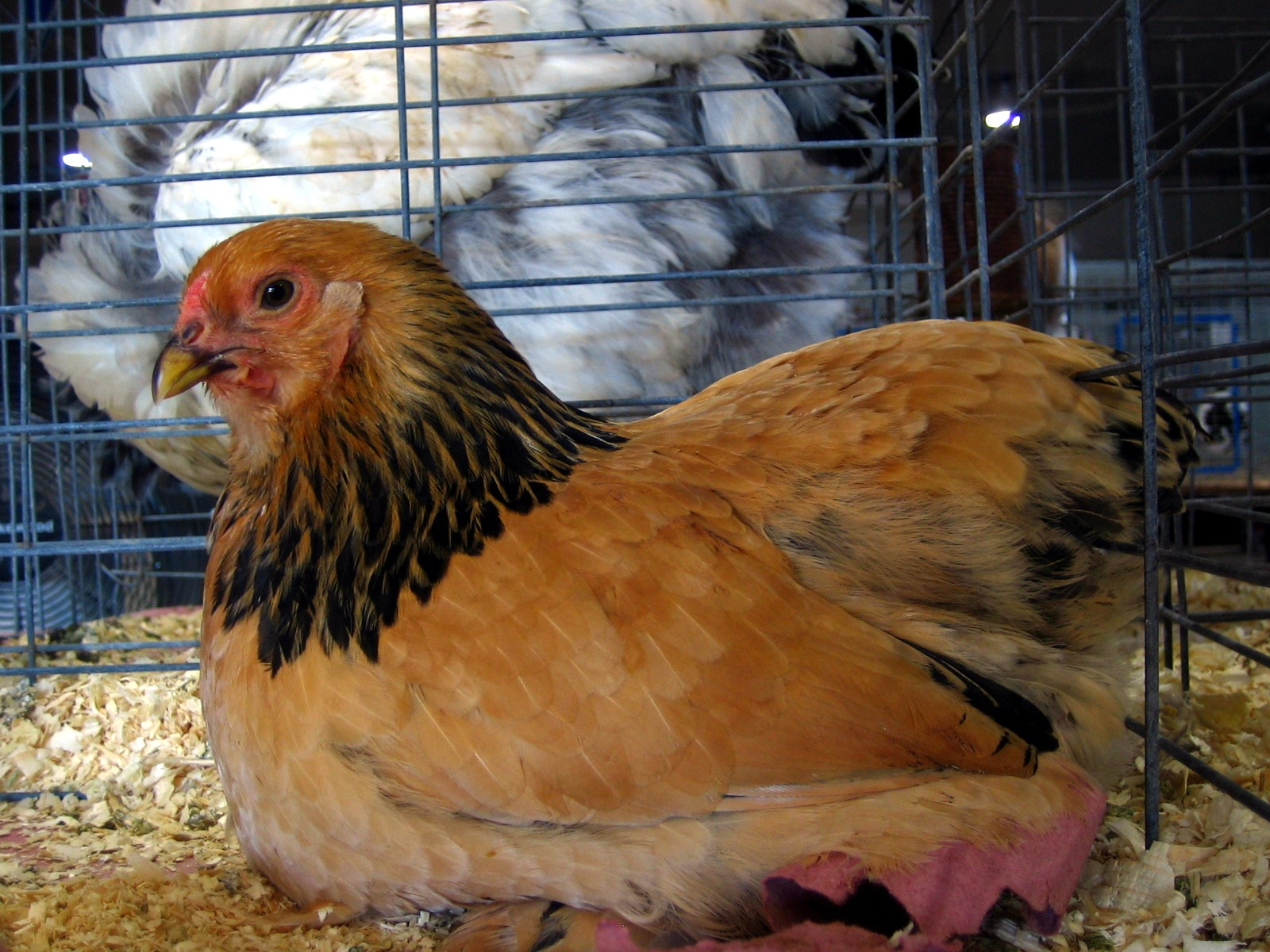
Gallina enana amarilla manchada de negro.
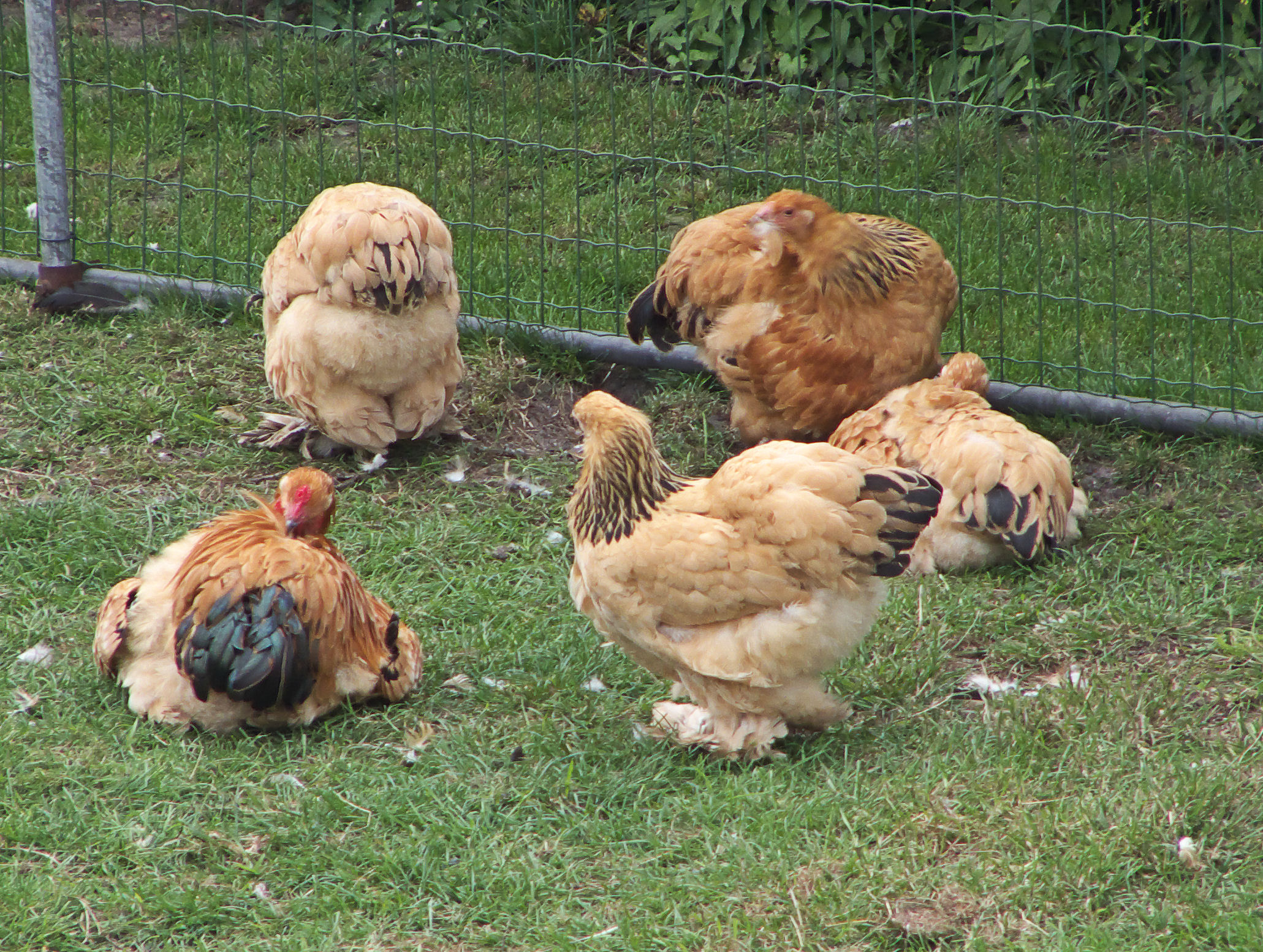
Gallinas brahma en un corral en los Países Bajos.